# Бакренац
Бакренац (лат. Lycaena alciphron) врста је лептира из породице плаваца (лат. Lycaenidae).

## Опис врсте
Мужјаке можете лако препознати по љубичастосивом одсјају и тамним тачкама на предњем крилу. Распон крила износи 34-38 mm.
- Lycaena alciphron ♂
- Lycaena alciphron ♂   △

## Распрострањење и станиште
Среће се на готово свим, претежно заклоњеним ливадама. Атрактивна врста која насељава већи део Европе.

## Биљке хранитељке
Основна биљка хранитељка је велики кисељак (Rumex acetosa).